# Искра (монодрама)
Искра је српска монодрама и прича о животу и делу Николе Тесле из специфичне визуре његове мајке Георгине Ђуке Тесле (1822-1892) рођене је у Томингају, у породици српског православног свештеника Николе Мандића и Софије Мандић (рођене Будисављевић), из места Грачац у Лици. 

## Премијера
Премијера је одржана у селу Смиљан, испред цркве Апостола Петра и Павла у којој је крштен Никола Тесла.

## О монодрами
Монодрама Искра базирана на историјским чињеницама, писмима, сведочењима, документима, је прича о животу и делу Николе Тесле, из специфичне визуре његове мајке Ђуке. Додатни печат монодрами даје то што је проткана емоцијама и личним доживљајем једне мајке.
Намера ауторског тима монодраме је била да се дотакне свих врлина и мана Теслине личности, о његовом пореклу, амбијенту и емоцијама породице, родног краја, као и да се приближи публици срећа, туга, стрепња и понос мајке, која иако свесна Николине величине, не може да га види никако другачије него као свога сина.
Као главни мотиви Искре су идентитет, национална и верска припадност, приврженост породици, а посебно мајци. Кроз причу мајке, из њене перспективе, приказани су Tеслини дечачки несташлуци, младалачке дилеме и грешке које је правио, живот у туђини, и генијални проналасци. Посебна пажња посвећена је аутентичности по питању историјског периода, географског порекла и тадашњих геополитичких односа у Николином родном крају.

## Радња
Монодрама Искра је прича која обрађује период од Николиног рођења до смрти његове мајке. Основа радње фокусирана је на порекло, историју породице са мајчине и очеве стране, и односе са најближима.

## Ликови
- Георгина Ђука Тесла, рођена Мандић (1822-1892) — мајка Николе Тесле
- Као дечак Никола Тесла који доноси мајци светло, у монодрами се на крају као помагач појављује син Маје Колунџије - Стефан. [4]

## Сценографија
Избор костима, реквизита, одевних предмета, хране, историјских назива, игре, музике, говора, а који су карактеристични за део Лике с краја 19. и почетка 20. века широј јавности приближава живот једног од највећих научника у историји човечанства, из перспективе човека који потиче из конкретне породице, али припада и вери, нацији и родном крају из кога је потекао. Текст је комплетно  реализован на ијекавици, а велики број локалних израза и личких обичаја тог времена су уткани у причу.

## Улоге
| Глумац               | Улога               |
| -------------------- | ------------------- |
| Маја Колунџија Зорое | Георгина Ђука Тесла |
| Стефан Колунџија     | дечак Никола        |